# Place Carnot (Lyon)
Pour les articles homonymes, voir Place Carnot.
La place Carnot est une place du quartier d'Ainay dans le 2e arrondissement de Lyon, en France.

## Odonymie
Pendant le Premier Empire, la place est dénommée place des Victoires. Sa dénomination change ensuite au gré des régimes politiques. Elle est ainsi successivement la place Louis XVI sous Charles X, la place Louis XVIII de 1821 à 1848, la place de la Liberté pendant la révolution de 1848, la place de la République de 1848 à 1849, la place Napoléon de 1849 à 1871 et la place Perrache de 1871 à 1889.
Le nom de place Carnot lui est officiellement attribué, par délibération du conseil municipal du 15 février 1889, en honneur du général Lazare Carnot. Son petit-fils, le président Sadi Carnot, vient à Lyon la même année pour inaugurer sur cette place le Monument de la République, une allégorie de la Révolution. Le second voyage à Lyon de Sadi Carnot lui est fatal, puisque c'est à cette occasion qu'il est assassiné par un anarchiste italien, le 24 juin 1894.

## Histoire

### Projets d'urbanisme
Avant le XVIIe siècle, le confluent se trouvait à l'emplacement de la place, et des îles régulièrement inondées et inhabitées se trouvaient au sud. Antoine Michel Perrache propose en 1770 d'assécher ces marécages et de déplacer le confluent à leur extrémité sud, afin de gagner des terres agricoles fertiles et d'étendre la ville sur l'emprise des cours d'eau.
Lors de sa visite de Lyon en 1805, Napoléon Ier, séduit par le site, projette d'y bâtir une résidence impériale. Les travaux sont entrepris en 1813 mais la fin de l'Empire, en 1815, les rend sans objet. Après un débat entre la Ville de Lyon et la Compagnie des travaux du midi, la première obtient en 1816 la rétrocession des terrains et décide de les vendre par lot, tout en prenant à sa charge l'aménagement d'une grande place carrée qui deviendra la place Carnot.

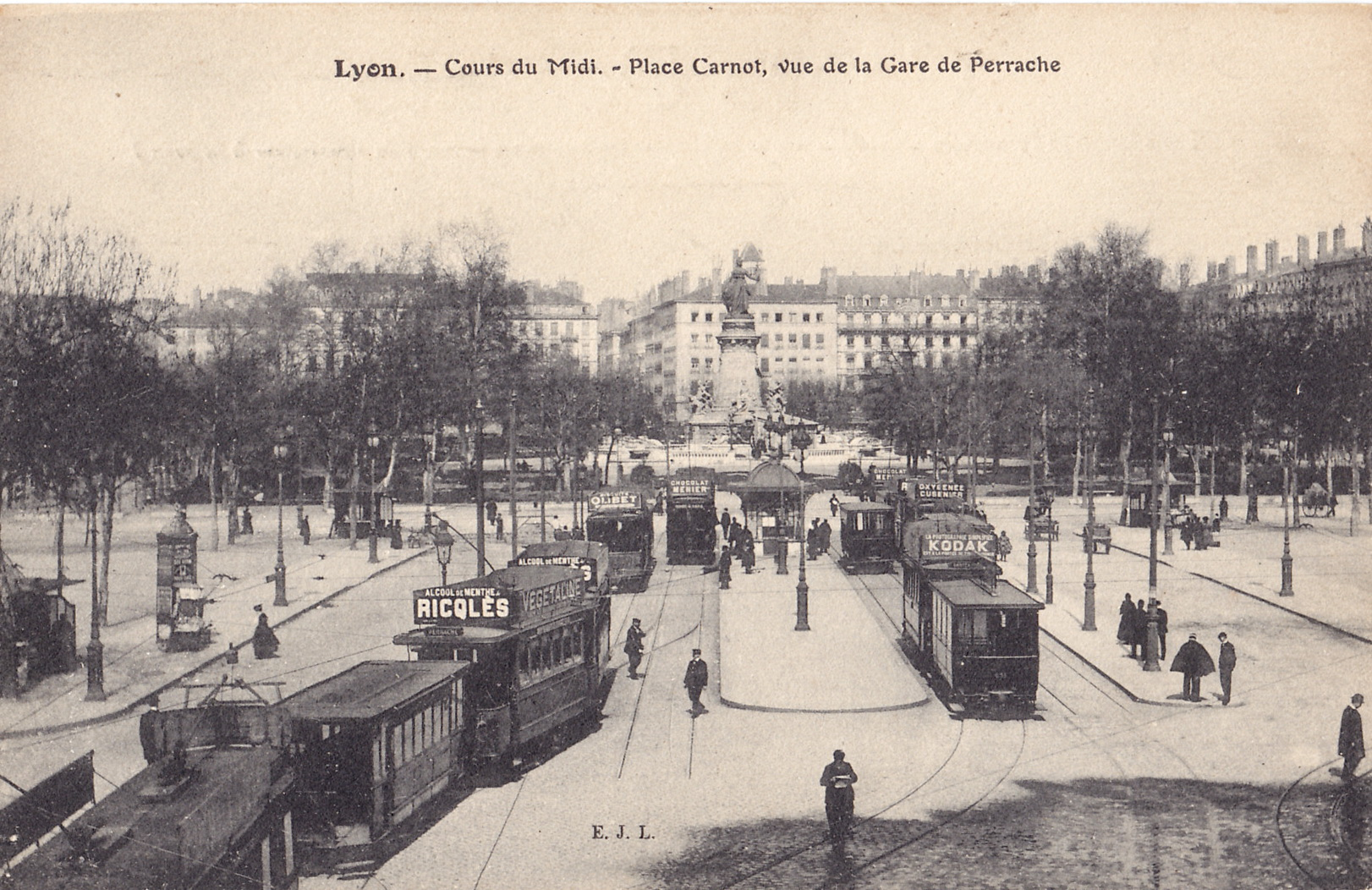
La place Carnot était un pôle majeur du réseau de l'ancien tramway de Lyon.

### Statuaire

#### Monument à NapoléonIer
Dès le début du Second Empire, en 1852, est élevé un monument dédié à Napoléon Ier. Les architectes Pierre Manguin et Antonin Louvier ont œuvré au piédestal en marbre de 5,80 m de haut, le sculpteur Émilien de Nieuwerkerke a réalisé la statue équestre de l'empereur, Georges Diebolt a sculpté les allégories de La Loi sous les traits de Thémis, et de La Force sous les traits de Mars. La fonderie Eck et Durand a coulé les bronzes de l'ensemble. La statue de Napoléon mesurait 4,65 m de haut ; les deux allégories 2,20 m chacune. À la chute du Second Empire en 1870, la représentation de l'empereur a été détruite et les deux bronzes latéraux ont été déplacés au palais Saint-Pierre, puis au palais des vingt-quatre colonnes.

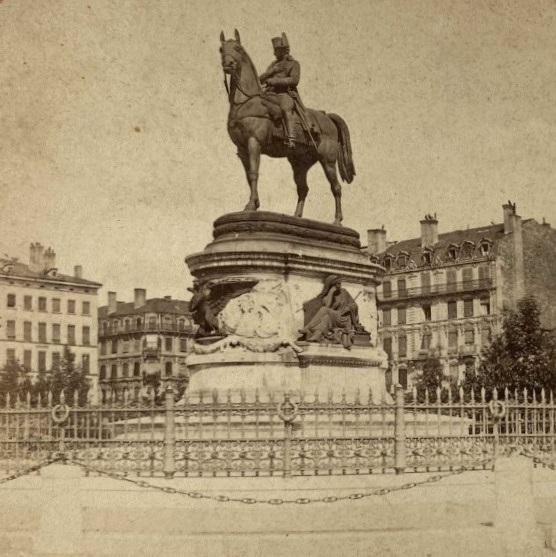
Monument à Napoléon Ier
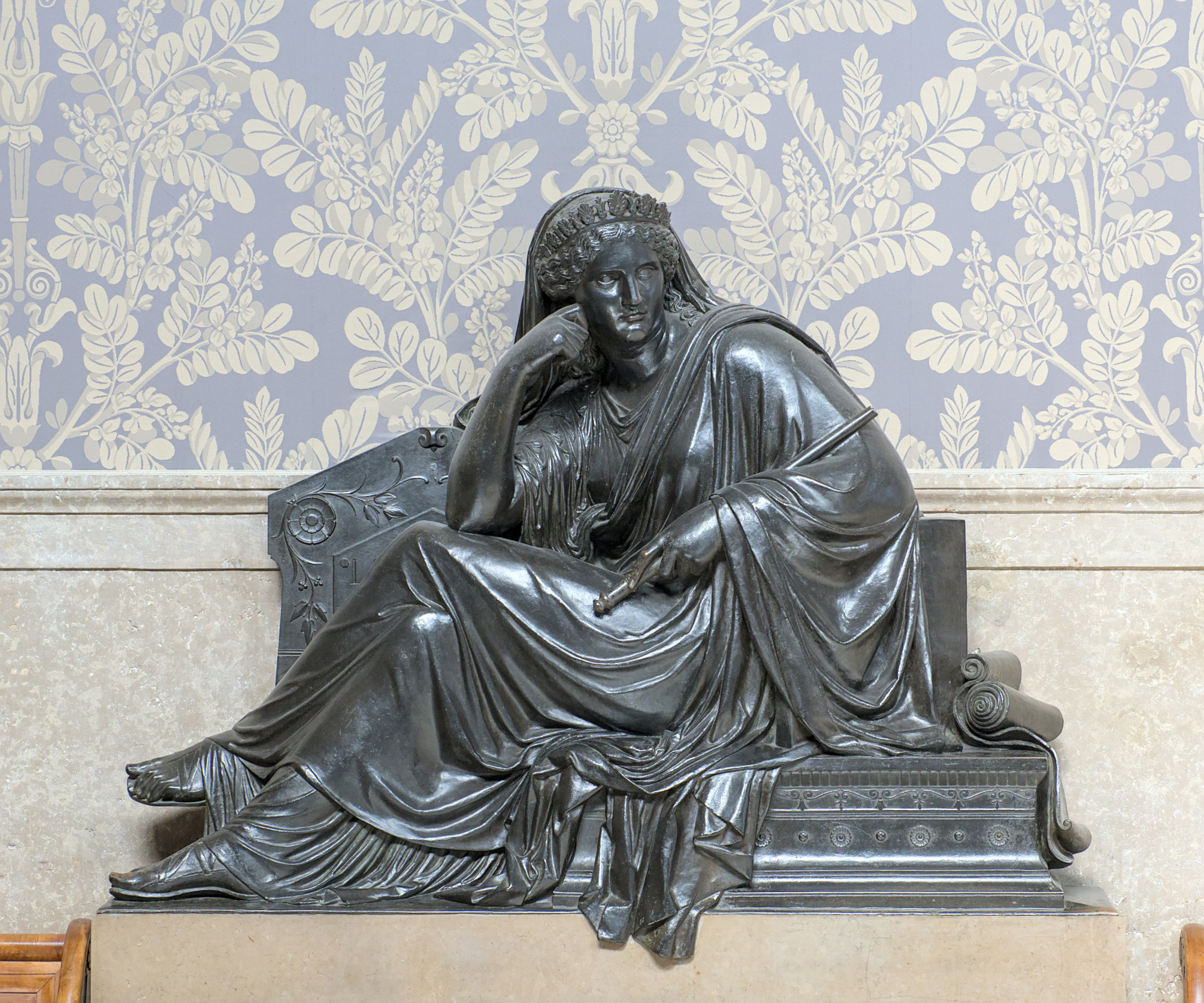
La Loi
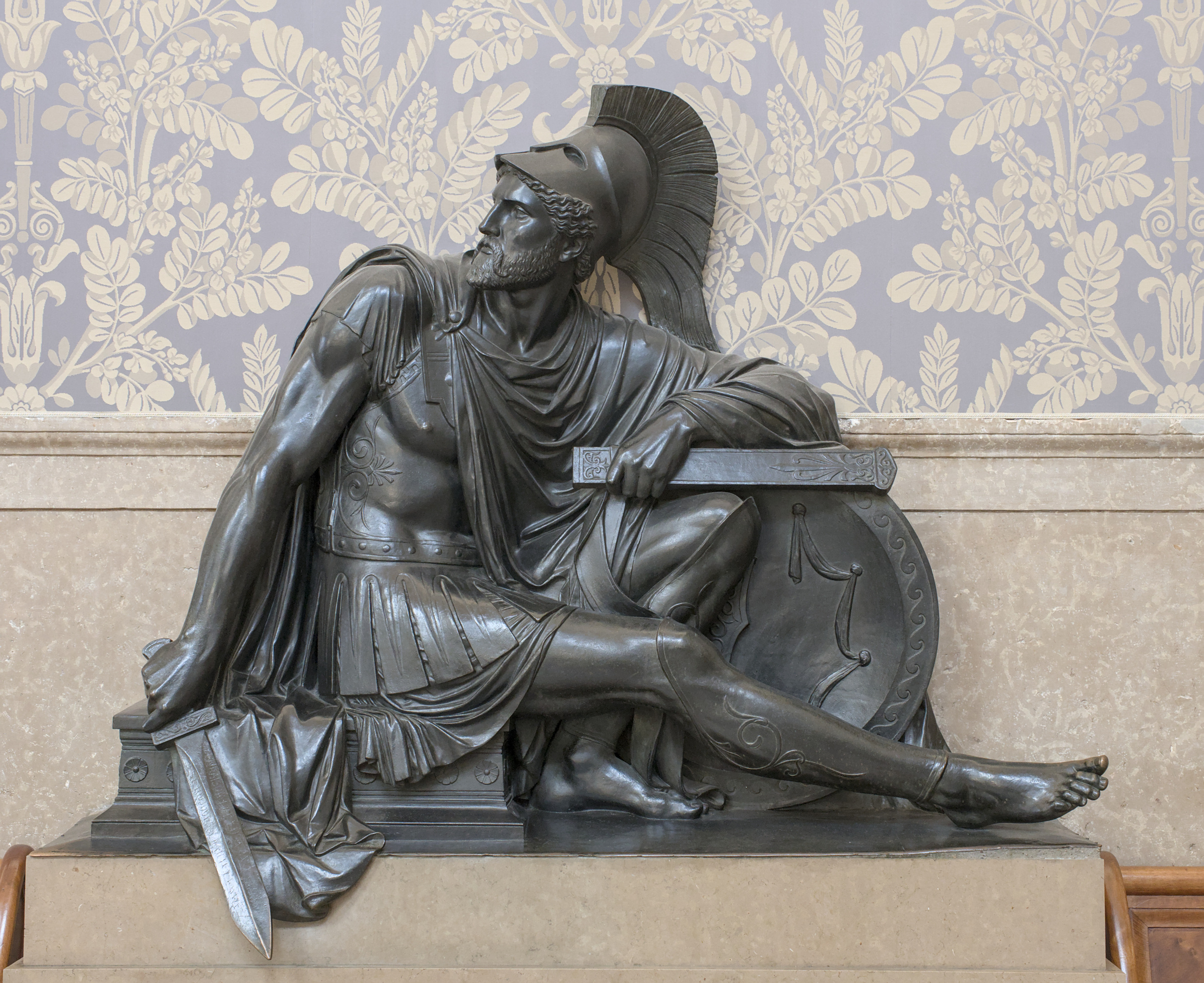
La Force

#### Monument de la République
En 1880, en prévision du centenaire de la Révolution, le conseiller municipal Bizet propose d'élever à Lyon une statue de la République. Un concours est organisé et, en 1887, Émile Peynot, lauréat, réalise la statue en bronze inaugurée en 1889 et qui se trouve toujours sur la place. L'architecte Victor-Auguste Blavette est chargé du piédestal de 15 mètres. Haute de 7,5 mètres, l'allégorie de la République caresse un lion de la main droite et tient un rameau d'olivier de sa main gauche. Elle domine six autres allégories juchées sur le piédestal : La Liberté, L'Égalité, La Fraternité, La Ville de Lyon, Le Rhône et La Saône. Les travaux du métro en 1975 contraignent à déplacer la statue. Les trois membres de la devise de la République sont déplacées dans le parc Bazin à cette occasion. 
Humoristiquement il est à noter que la statue du petit-fils de Lazare Carnot, Sadi Carnot, président de la république assassiné à Lyon, se trouvait quant à elle place de la République, dans le 2e arrondissement, entretenant pendant 75 ans une confusion dans l'esprit des visiteurs de Lyon  (celle-ci fut démantelée en 1975 et se trouve actuellement face à la Préfecture du Rhône).     

Émile Peynot, Monument de la République (1889)
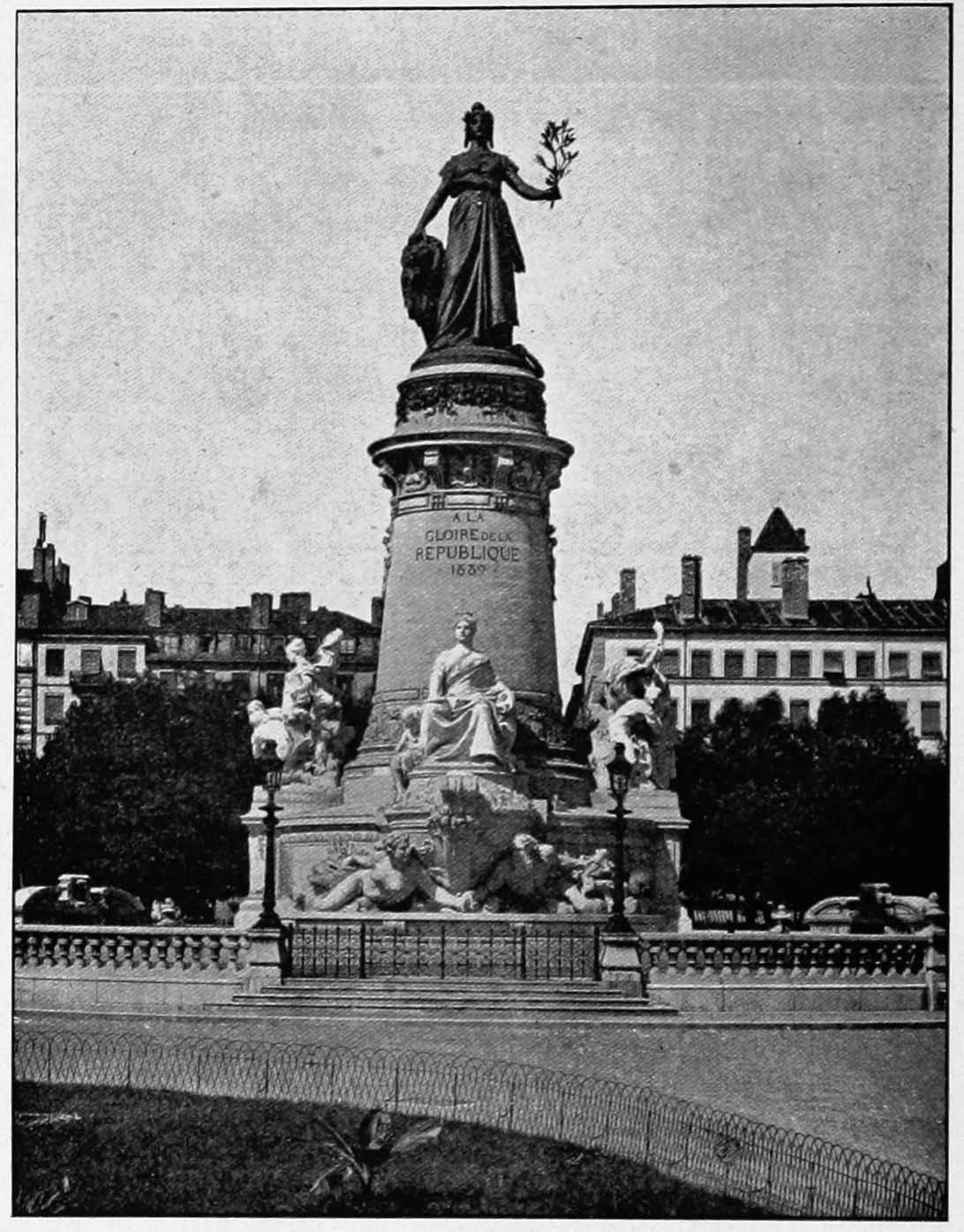
État original du monument avant le démantèlement de 1975.
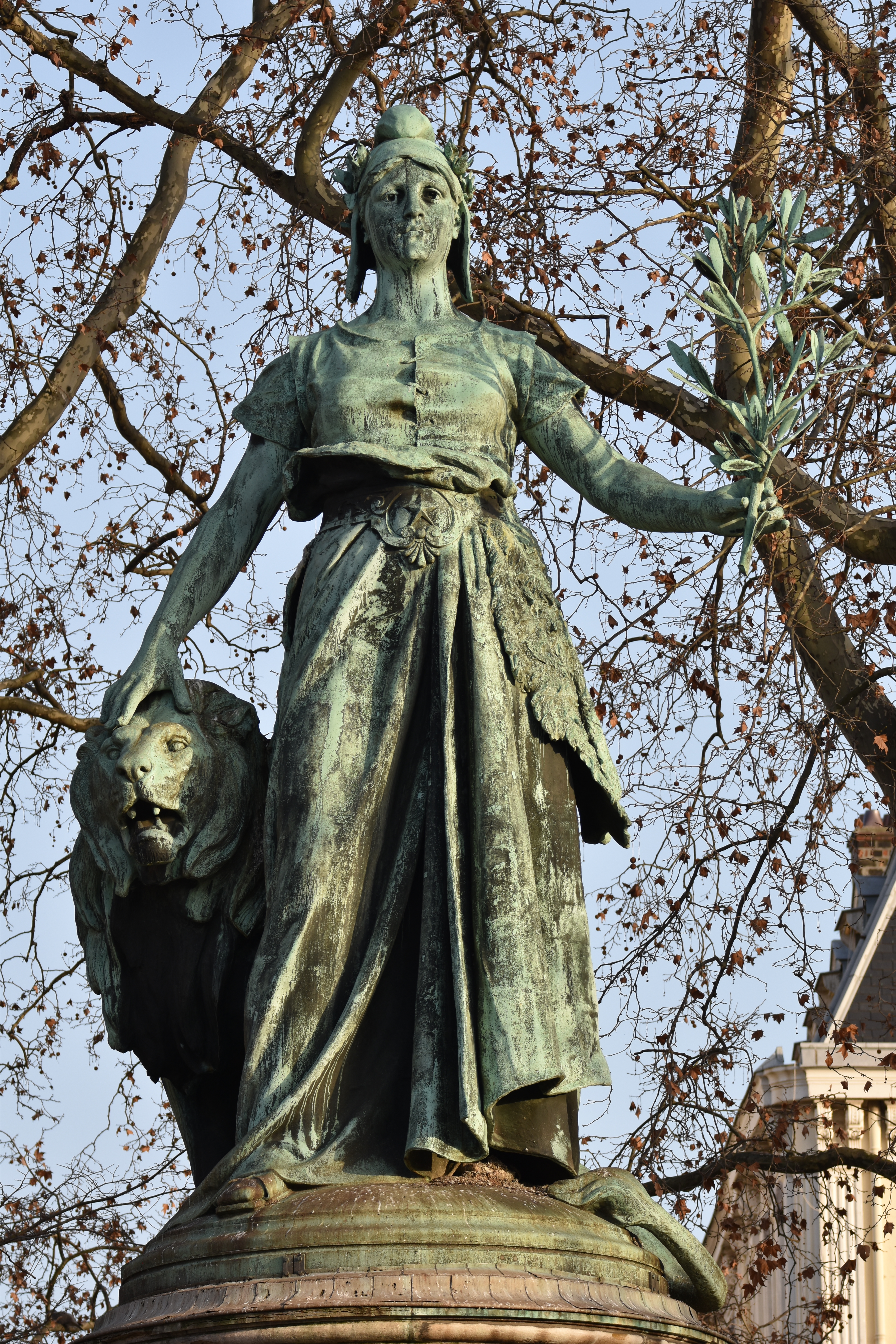
Statue de  La République.
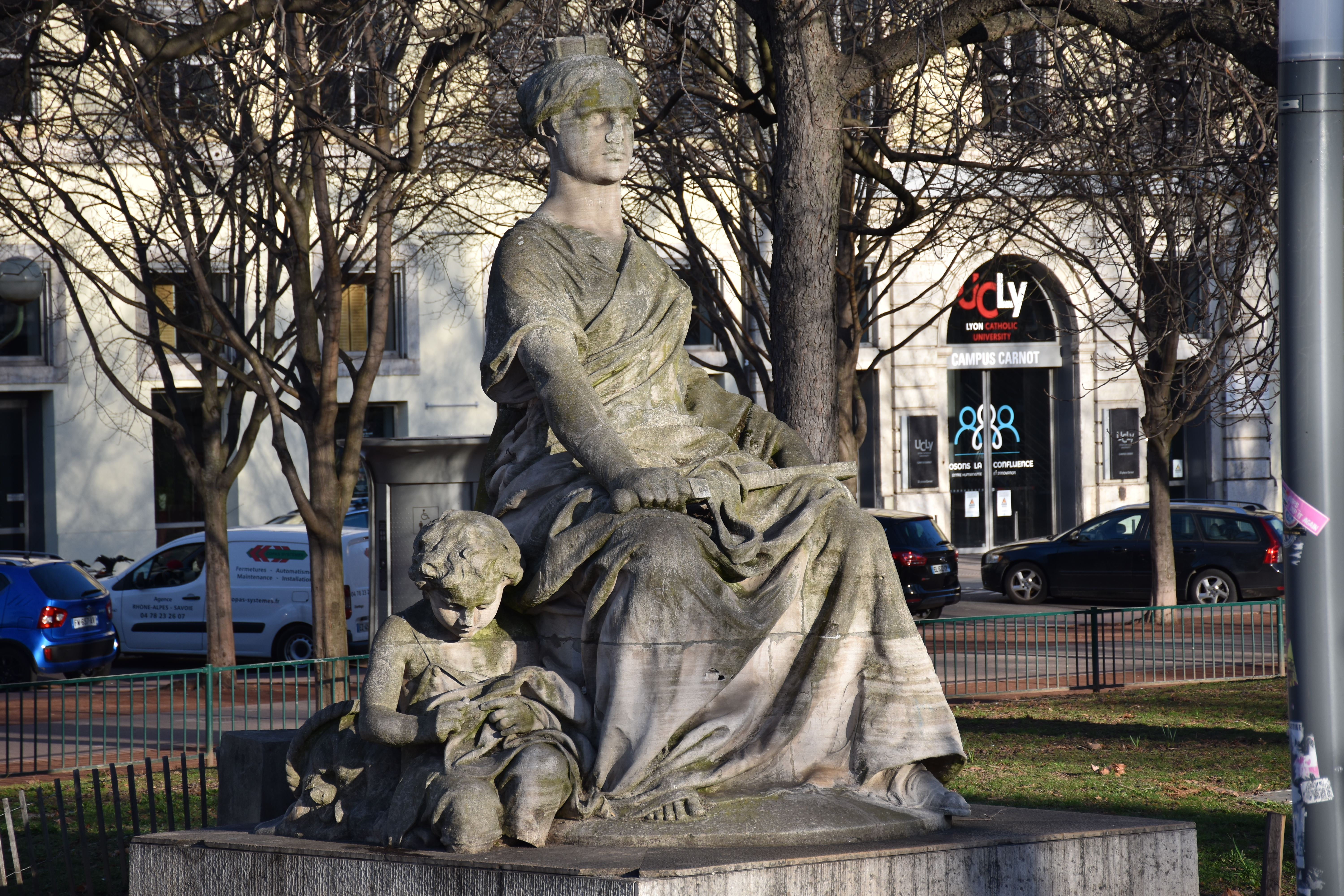
Statue de  La Ville de Lyon.

#### Mémorial de la Shoah
Le 26 janvier 2025, est inauguré Le Mémorial de la Shoah de Lyon également appelé Les Rails de la Mémoire.

## Aménagements modernes
Sur le côté ouest de la place se trouvait la caserne Bissuel. Occupés par l'armée de sa construction en 1839 à sa désaffectation en 2004, ses locaux abritent l'université catholique de Lyon depuis 2005.

## Localisation

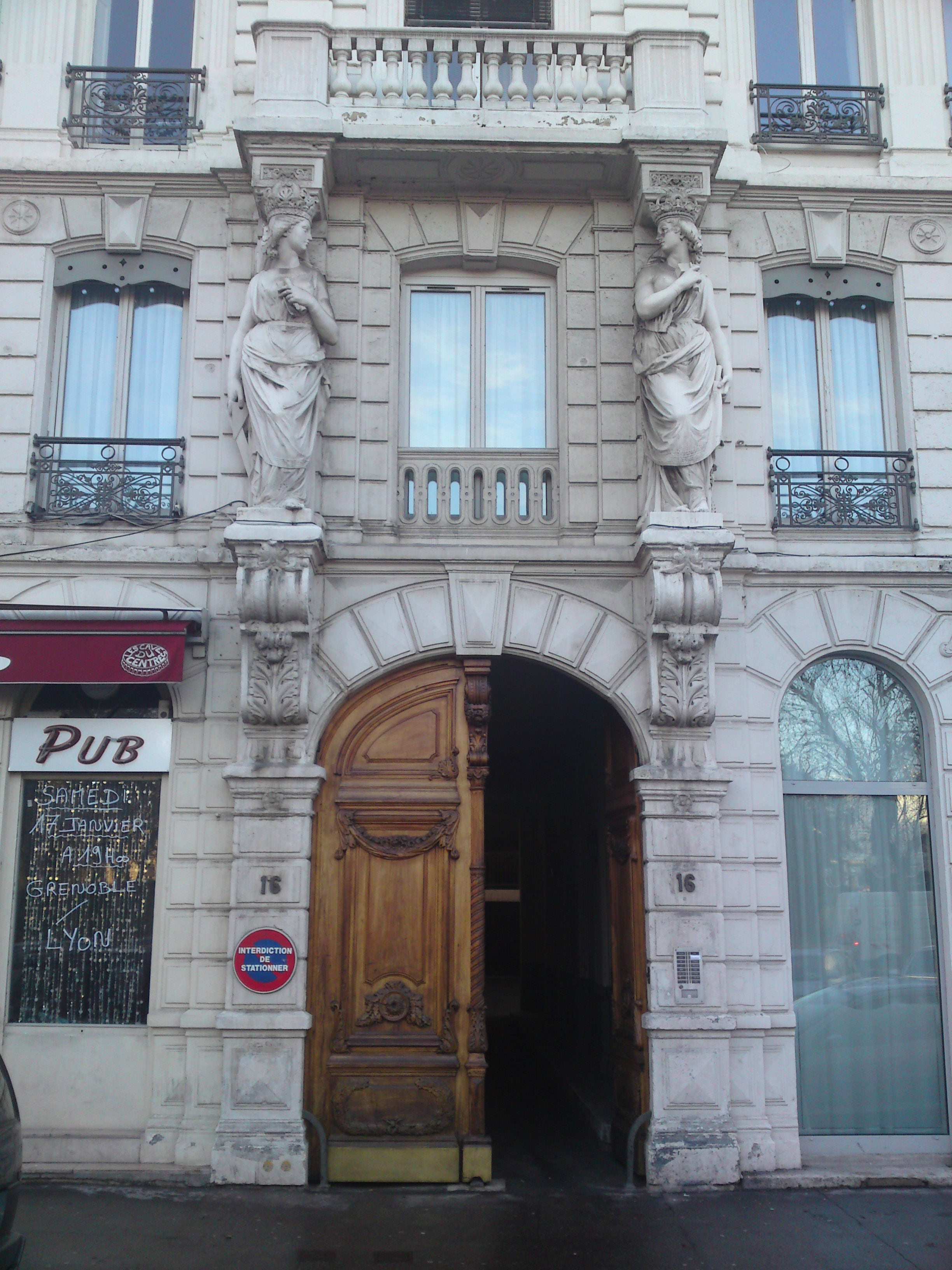
Façade du 16, place Carnot, avec des cariatides de J. Brunel.

La place Carnot est à côté de la gare de Lyon-Perrache. Longée par la rue de Condé, on y accède par la rue Victor-Hugo, par les rues Henri-IV et Auguste-Comte. Au sud, elle suit le cours de Verdun et le centre d'échanges de Perrache. Des passages permettent de rejoindre le quartier de Sainte-Blandine et le cours Charlemagne, soit en passant par le hall de la gare de Perrache, soit en passant par les voûtes en dessous.

## Manifestations régulières
Sur la place se trouvent une aire de jeux d’enfants, un manège et un petit terrain de sports.
La place accueille 140 chalets pour le marché de Noël. Des producteurs fermiers s'installent le mercredi de 16h00 à 19h30 sur le côté nord de la place.